# Campeonato Esloveno de Futebol de 2017-18
O Campeonato Esloveno de Futebol de 2017-18, oficialmente em Língua eslovena e por questões de patrocínio "Telekom Slovenije Liga 17/18", (organizado pela Associação de Futebol da Eslovênia) foi a 27º edição do campeonato do futebol de Eslovênia. Os clubes jogavam em turno e returno - duas vezes. O campeão se classificava para a Liga dos Campeões da UEFA de 2018–19 e o vice e o terceiro se classificavam para a Liga Europa da UEFA de 2018–19. O último colocado era rebaixado para o Campeonato Esloveno de Futebol de 2018-19 - Segunda Divisão. O penúltimo jogava playoffs com o vice campeão do ascenso.

## Participantes
| Equipe      | Cidade      | Região            | No ano anterior                                                              | Estádio                     | Capacidade | Títulos | Participações |
| ----------- | ----------- | ----------------- | ---------------------------------------------------------------------------- | --------------------------- | ---------- | --- | ------------- |
| Celje       | Celje       | Savinjska         | Quinto Lugar                                                                 | Estádio Z'dežele            | 13.059     | 0 (não possui) | 27            |
| Gorica      | Nova Gorica | Goriška           | Vice Campeão                                                                 | Parque Desportivo Gorica    | 3.066      | 4 (1995-96, 2003-04, 2004-05, 2005-06)                                                                                              | 27            |
| Maribor     | Maribor     | Podravska         | Campeão                                                                      | Estádio Ljudski vrt         | 12.435     | 13 (1996-97, 1997-98, 1998-99, 1999-2000, 2000-01, 2001-02, 2002-03, 2008-09, 2010-11, 2012-13, 2011-12, 2012-13, 2014-15, 2016-17) | 26            |
| Domžale     | Domžale     | Eslovénia Central | Quarto Lugar                                                                 | Parque Desportivo Domžale   | 3.212      | 2 (2006-07, 2007-08) | 19            |
| Rudar       | Velenje     | Savinjska         | Sétimo Lugar                                                                 | Estádio Municipal Ob Jezeru | 1.400      | 0 (não possui) | 23            |
| NK Olimpija | Liubliana   | Eslovénia Central | Terceiro Lugar                                                               | Parque Desportivo Stožice   | 16.038     | 1 (2015-16) | 9             |
| Krško       | Krško       | Baixo Posavje     | Oitavo Lugar                                                                 | Estádio Matija Gubec        | 1.470      | 0 (não possui) | 3             |
| Aluminij    | Kidričevo   | Podravska         | Nono Lugar                                                                   | Parque Desportivo Aluminij  | 532        | 0 (não possui) | 3             |
| Ankaran     | Ankaran     | Litoral-Kras      | Acesso pelo Campeonato Esloveno de Futebol de 2016-17 - Segunda Divisão      | Estádio Bonifika            | 4.047      | 1 (2009-10) | 1             |
| Triglav     | Kranj       | Alta Carníola     | er"\|Acesso pelo Campeonato Esloveno de Futebol de 2016-17 - Segunda Divisão | Estádio Stanko Mlakar       | 2.060      | 0 (não possui) | 7             |

### Resultados do Campeonato
| Pos | Equipe                 | Pts | J  | V  | E  | D  | GP | GC | SG  | Classificação ou descenso                                                              |
| --- | ---------------------- | --- | -- | -- | -- | -- | -- | -- | --- | -------------------------------------------------------------------------------------- |
| 1   | Olimpija Ljubljana (C) | 80  | 36 | 23 | 11 | 2  | 61 | 17 | +44 | Classificado para a Liga dos Campeões da UEFA de 2018–19                               |
| 2   | Maribor                | 80  | 36 | 24 | 8  | 4  | 76 | 28 | +48 | Classificado para a Liga Europa da UEFA de 2018–19                                     |
| 3   | Domžale                | 73  | 36 | 22 | 7  | 7  | 79 | 31 | +48 | Classificado para a Liga Europa da UEFA de 2018–19                                     |
| 4   | Rudar Velenje          | 50  | 36 | 15 | 5  | 16 | 50 | 49 | +1  | Classificado para a Liga Europa da UEFA de 2018–19                                     |
| 5   | Celje                  | 50  | 36 | 14 | 8  | 14 | 56 | 51 | +5  |                                                                                        |
| 6   | Gorica                 | 47  | 36 | 14 | 5  | 17 | 40 | 48 | −8  |                                                                                        |
| 7   | Krško                  | 34  | 36 | 9  | 7  | 20 | 36 | 61 | −25 |                                                                                        |
| 8   | Aluminij               | 33  | 36 | 8  | 9  | 19 | 40 | 63 | −23 |                                                                                        |
| 9   | Triglav Kranj (O)      | 28  | 36 | 7  | 7  | 22 | 29 | 68 | −39 | Joga playoffs com clube do Campeonato Esloveno de Futebol de 2017–18 - Segunda Divisão |
| 10  | Ankaran (R)            | 26  | 36 | 5  | 11 | 20 | 33 | 84 | −51 | Rebaixamento para o Campeonato Esloveno de Futebol de 2018–19 - Segunda Divisão        |

1. 1 2  Olimpija Ljubljana se posicionou à frente pelos seguintes confrontos: Olimpija 3 gols, Maribor 1 gol.
2. ↑  Olimpija Ljubljana se qualificou para a Liga Europa por vencer a Copa da Eslovénia 2017–18. Por isso o subsequente também foi classificado
3. 1 2  Rudar Velenje se posicionou à frente pelos seguintes confrontos: Rudar 9 pts, Celje 3 pts.

## Campeão
| Campeão Esloveno 2017-18                    |
| ------------------------------------------- |
| NK Olimpija (Liubliana) (2º título) Campeão |